# راوية (فلم)
راوية هو فيلم مصري تم إنتاجه عام 1946، إخراج نيازي مصطفى و بطولة كوكا ويحيى شاهين.

## فريق العمل
إخراج: نيازي مصطفى
تأليف:
- نيازي مصطفى
- أبو السعود الإبياري
- بيرم التونسي
- محمد كامل حسن المحامى

إنتاج: أفلام لمعى
بطولة:
- كوكا
- يحيى شاهين
- زوزو حمدي الحكيم
- عبد العزيز محمود
- عبد العزيز أحمد
- شفيق نور الدين
- رياض القصبجي
- رفيعة الشال

## روابط خارجية
- مقالات تستعمل روابط فنية بلا صلة مع ويكي بيانات